# Neobisium maxvachoni
Neobisium maxvachoni är en spindeldjursart som beskrevs av Jacqueline Heurtault 1990. Neobisium maxvachoni ingår i släktet Neobisium och familjen helplåtklokrypare. Inga underarter finns listade i Catalogue of Life.